# 地震滝橋
地震滝橋（ないのたきはし）は、新潟県妙高市大字杉野沢 - 長野県上水内郡信濃町大字野尻の関川に架かる新潟県道280号・長野県道119号杉野沢黒姫停車場線の桁橋。

## 概要
地震滝橋は関川の上流部にあって新潟県側の杉野沢と長野県側の野尻を結んでいる。旧橋は日本で最後に建造された鉄筋コンクリートローゼ橋であったが、1995年（平成7年）の7.11水害の際に流失し現在の桁橋が架橋された。
現橋の諸元
- 形式 - 鋼単径間単純非合成鈑桁橋
- 鋼重 - 142.6 t
- 施工 - 角藤

旧橋の諸元
- 形式 - 鉄筋コンクリート単径間下路ローゼ橋
- 橋長 - 35.0 m
  - 支間長 - 34.0 m
- 幅員 - 7.0 m
- 施工 - 北信土建・オリエンタルコンクリート[注釈 1]
- 架設工法 - クレーンベント工法（側径間）・台船工法（主径間）

## 歴史
永久橋が架設される以前では木造方杖橋であった。
長野県では1936年（昭和11年）に中島武によって世界で初めての鉄筋コンクリートローゼ橋（RCローゼ橋）である大手橋が架設されたこともあり多数のRCローゼ橋が架橋されていた。地震滝橋の架設の際には長野県はRCローゼ橋誕生の地であることから本形式を採用することが決まり、長野県により1968年（昭和43年）11月20日に開通した。本橋では下弦材にプレストレスト・コンクリートを採用しより長い支間にも適用できるように試みられ、当時横河工事副社長であった中島武による視察も行われた。しかしながらその後RCローゼ橋が架橋されることはなく結果、地震滝橋が最後のRCローゼ橋となった。
このローゼ橋は1995年（平成7年）に7.11水害の際に関川の河幅が3倍になるほどの洪水によって落橋した。復旧は長野県によって行われ、仮橋によって交通を処理した後、1998年（平成10年）4月に単純鈑桁橋の新橋が架設された。
本橋下流左岸側には7.11水害の記念碑として一里塚が設置された。